# Évaluation participative
 (septembre 2015).
Si vous disposez d'ouvrages ou d'articles de référence ou si vous connaissez des sites web de qualité traitant du thème abordé ici, merci de compléter l'article en donnant les références utiles à sa vérifiabilité et en les liant à la section « Notes et références ».
 (septembre 2015).
L'évaluation participative ou, en anglais, crowdrating (littéralement « évaluation par la foule ») se rapporte à l'utilisation d'un grand nombre de personnes pour évaluer un projet, un document ou encore une idée. La nature de l'évaluation peut être de différents types. 
Cette méthode peut notamment être utilisée pour accompagner les investisseurs professionnels ou amateurs (notamment via les services de financement participatif) dans leurs prises de décisions. 